# 1 500 mètres féminin aux championnats du monde d'athlétisme 2005
Navigation
Paris 2003 Osaka 2007
L'épreuve du 1 500 mètres féminin des championnats du monde d'athlétisme 2005 s'est déroulée les 12 et 14 août 2005 dans le Stade olympique d'Helsinki, en Finlande. Elle est remportée par la Russe Tatyana Tomashova.

## Résultats

### Finale
| Rang               | Athlète              | Pays        | Temps        | Notes |
| ------------------ | -------------------- | ----------- | ------------ | ----- |
| Médaille d'or      | Tatyana Tomashova    | Russie      | 4 min 0 s 35 | SB    |
| Médaille d'argent  | Olga Yegorova        | Russie      | 4 min 1 s 46 |       |
| Médaille de bronze | Bouchra Ghezielle    | France      | 4 min 2 s 45 |       |
| 4                  | Yelena Soboleva      | Russie      | 4 min 2 s 48 |       |
| 5                  | Maryam Yusuf Jamal   | Bahreïn     | 4 min 2 s 49 |       |
| 6                  | Natalia Rodríguez    | Espagne     | 4 min 3 s 06 | SB    |
| 7                  | Anna Jakubczak       | Pologne     | 4 min 3 s 38 | SB    |
| 8                  | Gelete Burka         | Éthiopie    | 4 min 4 s 77 | PB    |
| 9                  | Carmen Douma-Hussar  | Canada      | 4 min 5 s 08 |       |
| 10                 | Helen Clitheroe      | Royaume-Uni | 4 min 5 s 19 | SB    |
| 11                 | Irina Krakoviak (en) | Lituanie    | 4 min 8 s 18 |       |
| —                  | Yuliya Fomenko       | Russie      | DQ           |       |

## Légende
Records et Performances
- AR : Record continental (area record)
- CR : Record des championnats (championship record)
- MR : Record du meeting (meet record)
- NR : Record national (national record)
- OR : Record olympique (olympic record)
- PR : Record paralympique (paralympic record)
- PB : Record personnel (personal best)
- SB : Meilleure performance personnelle de la saison (season's best)
- WL : Meilleure performance mondiale de l'année (world leader)
- WJR : Record du monde junior (world junior record)
- WR : Record du monde (world record)

Circonstances et Conditions
- DNF : N'a pas terminé (did not finish)
- DNS : N'a pas pris le départ (did not start)
- DQ : Disqualification (disqualification)
- NM : Aucun essai valable enregistré (No Mark)
- Q : Qualifié « directement » au prochain tour (ou à la prochaine compétition), lors d'une compétition majeure, grâce au classement ou à la réalisation des minima (automatic qualifier)
- q : Qualifié au prochain tour (ou à la prochaine compétition), lors d'une compétition majeure, grâce au repêchage ou à la réalisation de l'une des meilleures performances parmi celles des « non qualifiés directement » (grâce au meilleur temps ou à la meilleure distance par exemple) (secondary qualifier)